# Bruinkoolmijn Turów
De Bruinkoolmijn Turów (Pools: Kopalnia Węgla Brunatnego Turów S.A.) of KWB Turów, is een grote dagbouwmijn in de Oberlausitz bruinkoolmijnstreek in de uiterste zuidwestpunt van Polen, dicht bij het drielandenpunt van Duitsland, Polen en Tsjechië.
Het dorp Turów (powiat Zgorzelecki) is sinds 1994 praktisch onbewoond. Op een camping na is het dorp volledig verdwenen door de in 1904 opgerichte bruinkoolmijn die zo'n 2400 ha omvat.
De mijn wordt geëxploiteerd door Polska Grupa Energetyczna (PGE) en vertegenwoordigt een van de grootste bruinkoolreserves in Polen, met een geschatte reserve van 760 miljoen ton. De jaarlijkse bruinkoolproductie van Turów bruinkoolmijn bedraagt tientallen miljoenen tonnen.
De mijn ligt in de gemeente Bogatynia met vlak erbij een van de grootste Poolse elektriciteitscentrales van dezelfde eigenaar: Energiecentrale Turów.
De Bruinkoolmijn Turów maakt deel uit van het gebied dat bekendstaat als de "Zwarte Driehoek" vanwege zijn verleden van zware industriële vervuiling. De opgeheven energiecentrale van Hirschfelde in Duitsland betrok in het verleden bruinkool van deze mijn. Voor het transport van bruinkool uit deze mijn bestond een spoorverbinding tussen Duitsland en Polen.

## Externe link

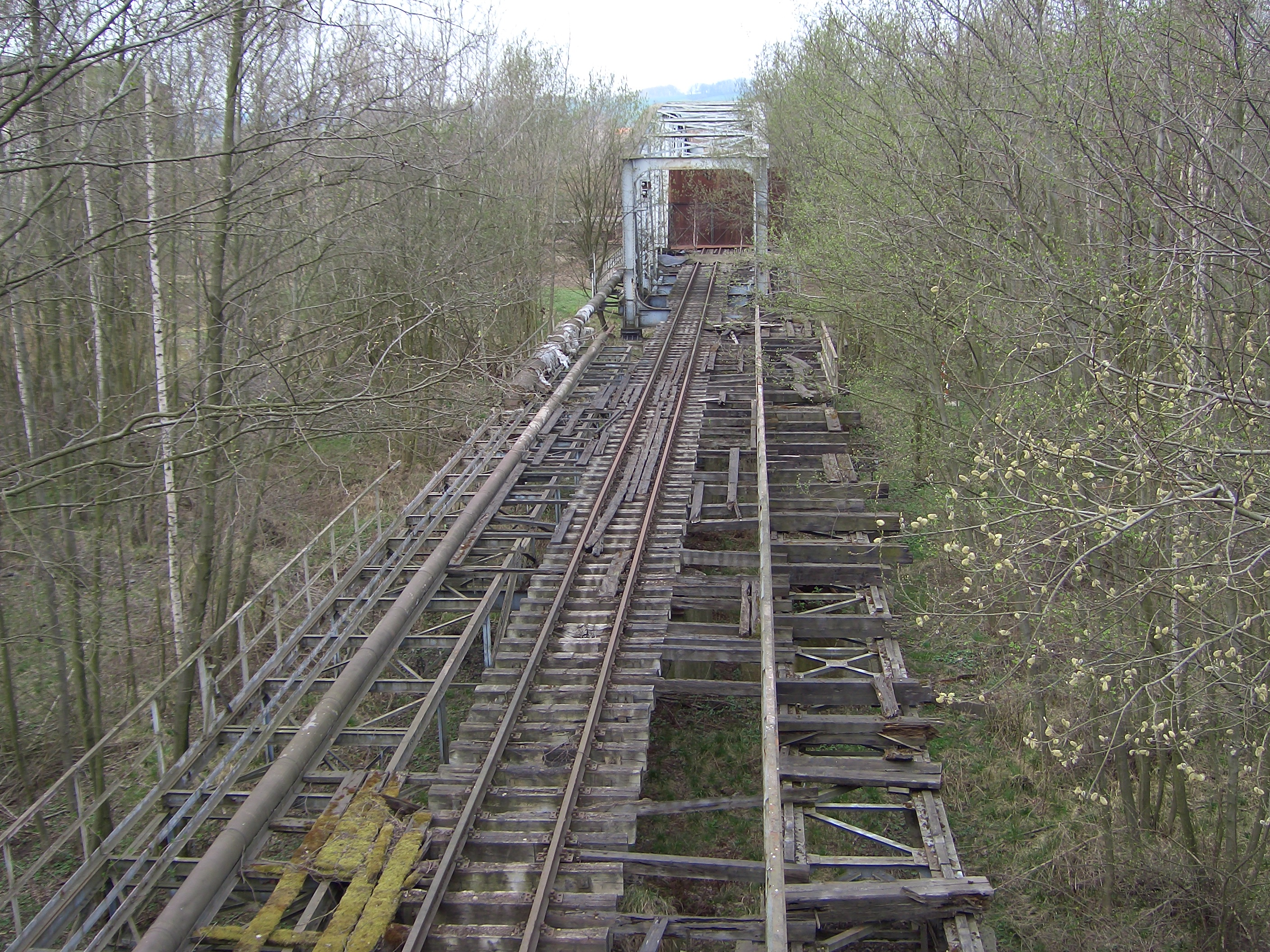
spoorbrug bij Hirschfelde, waarover in het verleden bruinkool naar Duitsland werd vervoerd.
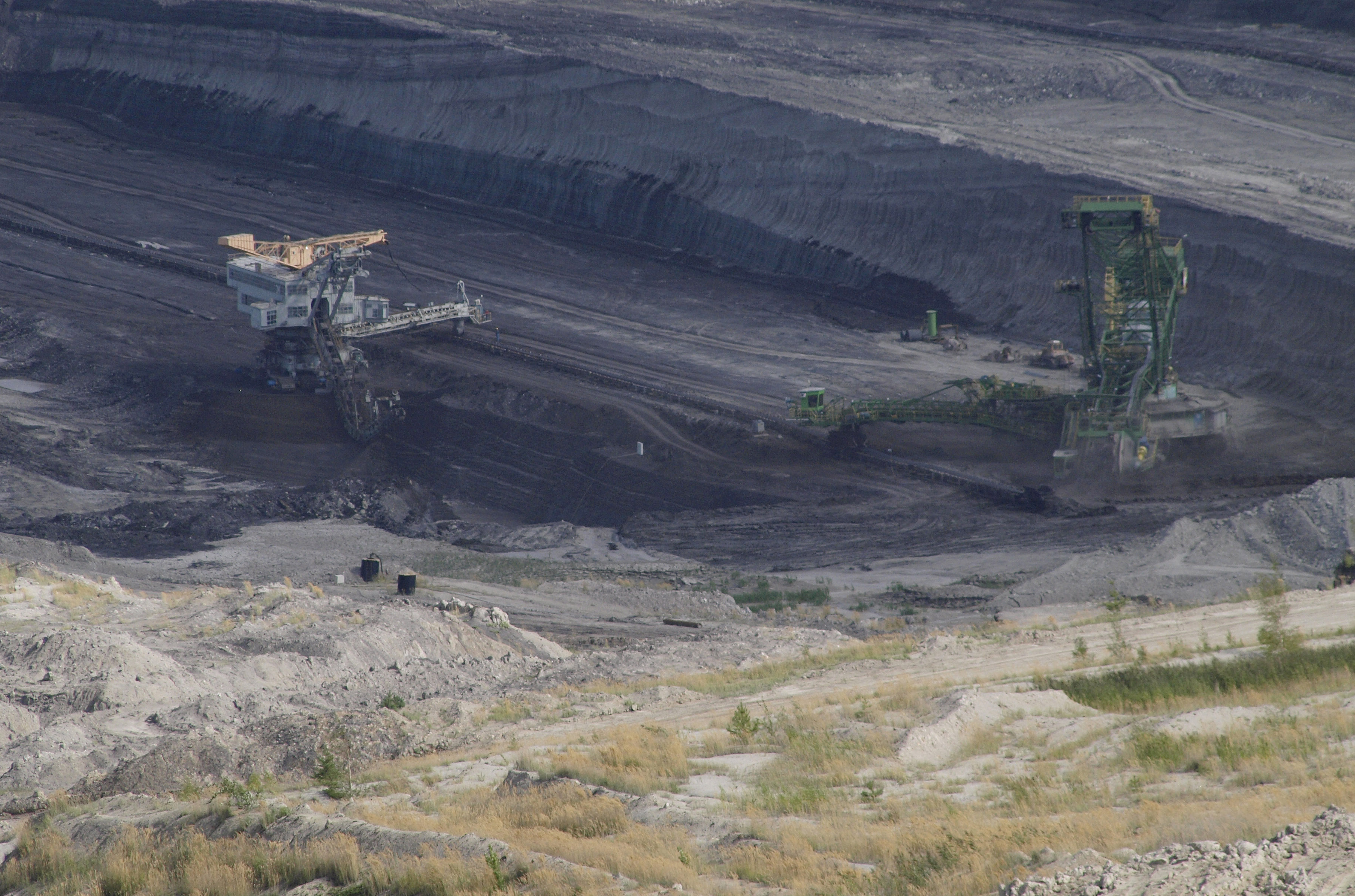
Turówmijn in 2012
Panorama Turówmijn
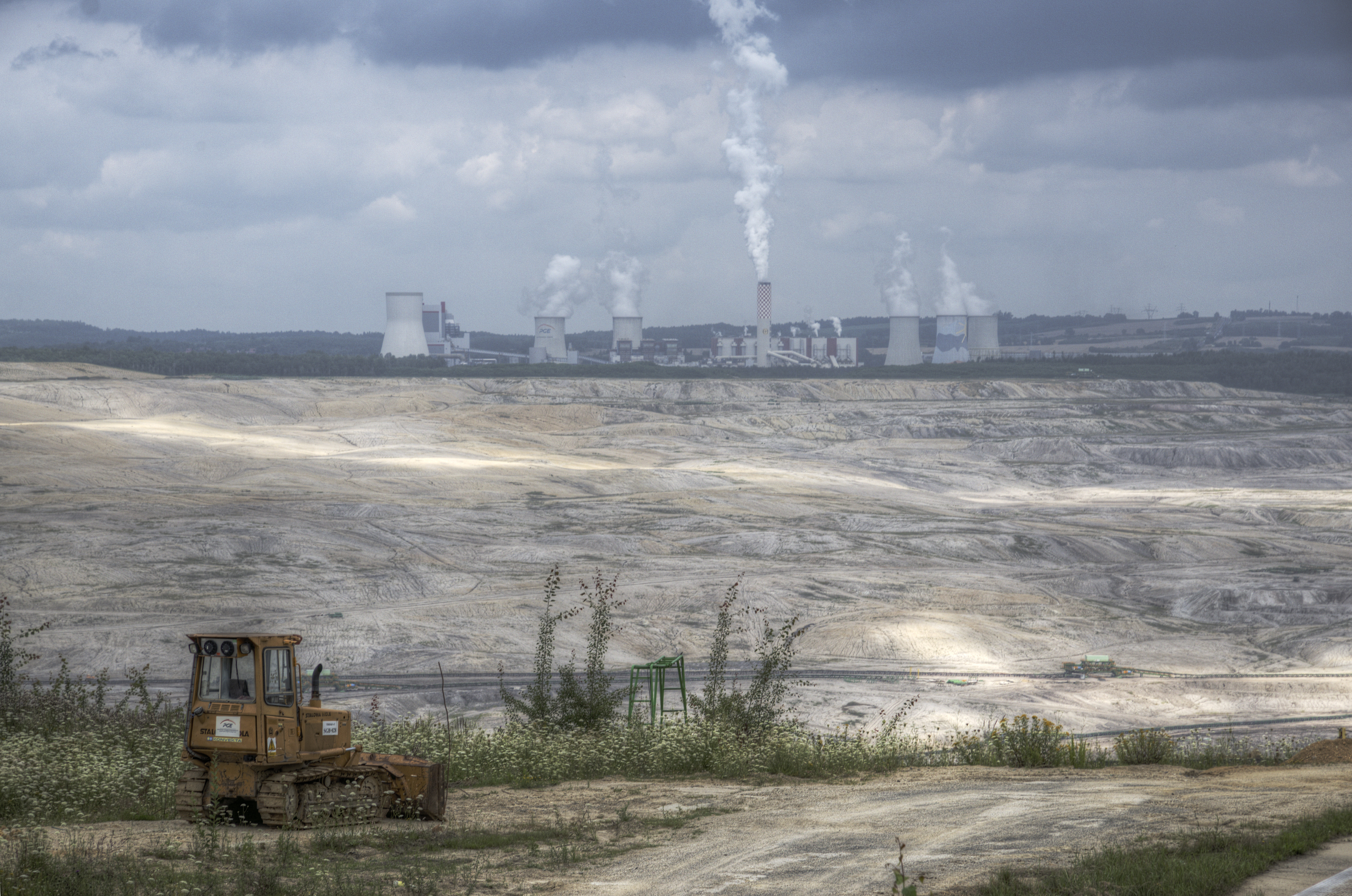
Turówmijn in 2021